# Bliastonotus bivittatus
Bliastonotus bivittatus är en insektsart som först beskrevs av Brunner von Wattenwyl 1895.  Bliastonotus bivittatus ingår i släktet Bliastonotus och familjen vårtbitare. Inga underarter finns listade i Catalogue of Life.